# Lopikerwaard

Wapen van het Waterschap Lopikerwaard

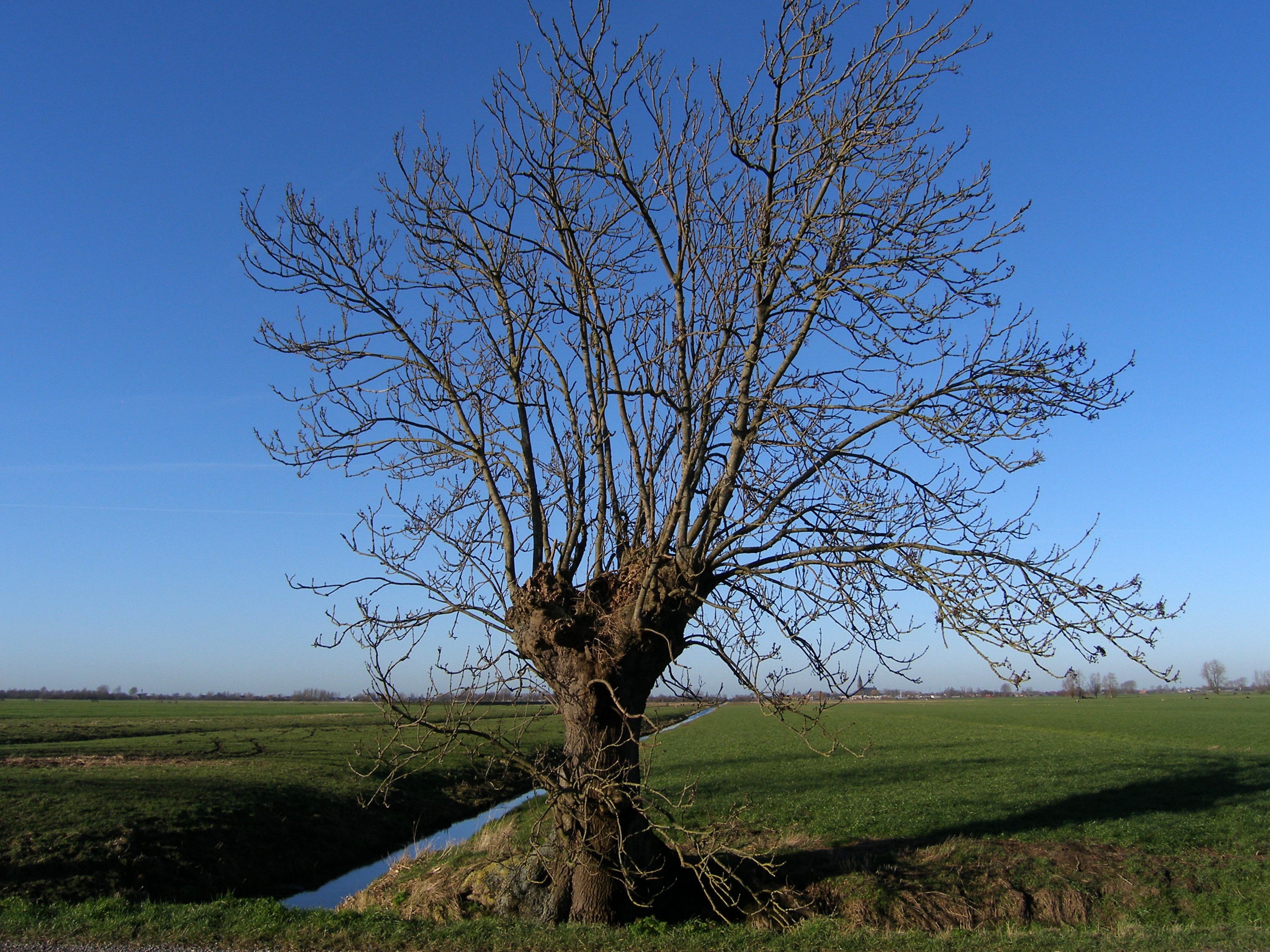
De polder Willige Langerak, onderdeel van de Lopikerwaard

De Lopikerwaard is een verzameling polders, grotendeels gelegen in de Nederlandse provincie Utrecht.

## Geschiedenis
De Lopikerwaard was oorspronkelijk een moerasgebied. Vanaf de elfde eeuw werd een start gemaakt met de ontginning van het gebied. Hiervoor werden weteringen en sloten gegraven. De ontginning geschiedde middels een zogenaamde cope-verkaveling.

## Geografie
Het poldergebied ligt ingeklemd tussen de Hollandse IJssel in het noorden en noordoosten,  de Lek in het zuiden en de Vlist in het westen. De Vlist scheidt de Lopikerwaard van de Krimpenerwaard. De Benschopperwetering/Polsbroeker Voorwetering en de Kromme IJssel/Enge IJssel/Lopikerwetering lopen grofweg van oost naar west door het gebied. Het gebied komt voor een groot deel overeen met de gemeente Lopik.

De Lopikerwaard bestaat uit grote open weidegebieden, geriefbosjes en houtwallen.

### Plaatsen in de Lopikerwaard
- Lopik
- Benschop
- Polsbroek
- Polsbroekerdam
- Zevender
- Willige Langerak
- Cabauw
- Jaarsveld
- Lopikerkapel
- Graaf (Lopik)
- Uitweg
- Hoenkoop
- Willeskop

Aan de rand van het gebied liggen: Oudewater, Montfoort en IJsselstein.

## Geologie
De Lopikerwaard ligt grotendeels op een dikke laag veengrond (Hollandveen) die naar het oosten dunner wordt. Aan de randen, langs de Hollandse IJssel en de Lek liggen pakketten jonge klei.

## Gemalen
De Lopikerwaard wordt drooggehouden door vier gemalen:
1. Gemaal De Keulevaart bij Haastrecht
2. Gemaal De Pleyt in Willeskop
3. Gemaal De Hoekse Molen bij IJsselstein
4. Gemaal De Koekoek bij Lopik.

Deze gemalen zijn computergestuurd en staan middels een telemetriesysteem in verbinding met het waterschapskantoor in Houten.